# Province de Tamatave
La province de Tamatave était l'une des six provinces de Madagascar avec une superficie de 71 911 km2. En 2011, elle avait une population de 3 438 275 habitants. Son chef-lieu éponyme est la ville de Toamasina (nom malgache de « Tamatave »).

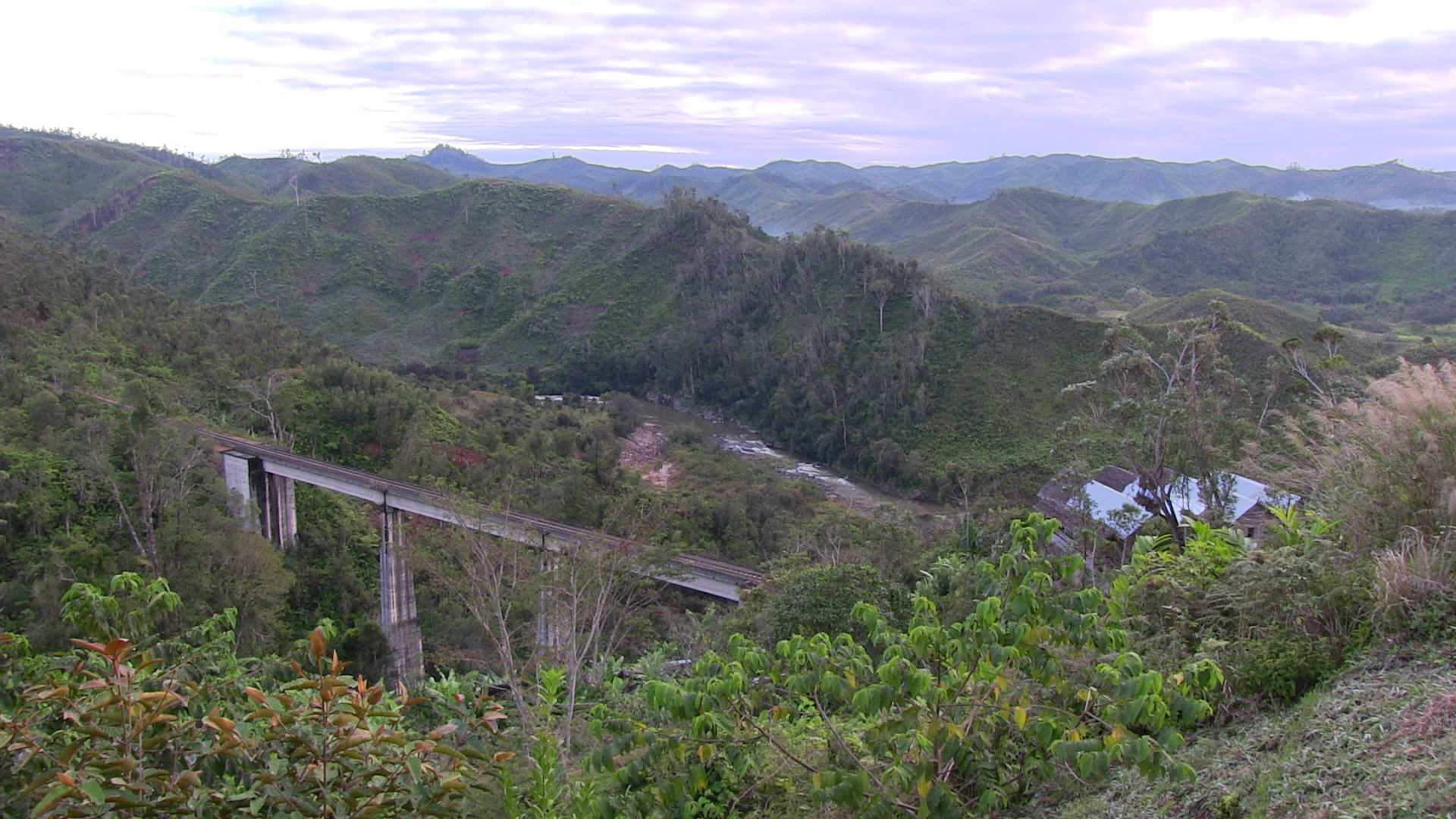
Viaduc d'Ambavaniasy et la rivière Vohitra en arrière-plan.

## Faritra (régions) et fivondronana (districts)
La province compte quatre régions (faritra) et dix-huit districts (fivondronana):
| - Région d'Alaotra-Mangoro - 1. Ambatondrazaka - 2. Amparafaravola - 3. Andilamena - 4. Anosibe An'ala - 11. Moramanga - Région d'Ambatosoa - 8. Mananara-Nord ((mg) Mananara-Avaratra) - 9. Maroantsetra | - Région d'Analanjirofo - 6. Fénérive-Est ((mg) Fenoarivo Atsinanana) - 12. Île Sainte-Marie ((mg) Nosy Boraha, peu usité) - 13. Soanierana Ivongo - 17. Vavatenina - Région de l'Est ((mg) Atsinanana) - 5. Antanambao-Manampotsy - 7. Mahanoro - 10. Marolambo - 14. Tamatave II ((mg) Toamasina-II) - 15. Tamatave I ((mg) Toamasina-I) - 16. Vatomandry - 18. Brickaville ((mg) Vohibinany) |